# Milán-San Remo 2000
La Milán-San Remo 2000 fue la 91.ª edición de esta clásica ciclista de primavera, disputada el 18 de marzo sobre 294 km, en la que ganó Erik Zabel. Esta fue la tercera victoria del ciclista alemán de las cuatro que consiguió.

## Clasificación final
| Pos. | Ciclista          | Equipo                | Tiempo     |
| ---- | ----------------- | --------------------- | ---------- |
| 1.   | Erik Zabel        | Team Telekom          | 7h 11' 29" |
| 2.   | Fabio Baldato     | Fassa Bortolo         | m.t.       |
| 3.   | Óscar Freire      | Mapei-Quick Step      | m.t.       |
| 4.   | Zbigniew Spruch   | Lampre                | m.t.       |
| 5.   | Sergei Ivanov     | Farm Frites           | m.t.       |
| 6.   | Jo Planckaert     | Cofidis               | m.t.       |
| 7.   | Stefano Garzelli  | Mercatone Uno-Albacom | m.t.       |
| 8.   | Rolf Sörensen     | Rabobank              | m.t.       |
| 9.   | Romāns Vainšteins | Vini Caldirola        | m.t.       |
| 10.  | Bo Hamburger      | Memory Card           | m.t.       |